# مولاي الزين الزاهيدي
مولاي الزين الزاهيدي العلوي (? - توفي 1 يناير 2021)، هو سياسي مغربي، شارك في حكومة كريم العمراني الثالثة والرابعة والخامسة في عهد الملك الراحل الحسن الثاني، إذ شغل منصب وزير الشغل والإنعاش الوطني (1983-1985) ثم وزيرا منتدبا للشوؤن الاقتصادية (1985-1992)، وتولى كذلك وزارة الصناعة والتجارة والخوصصة (1992-1993). والرئيس السابق لبنك القرض العقاري والسياحي.

## وفاته
توفي يوم الجمعة 1 يناير 2021م.